# Kim Đông (xã)
	Kim Đông		là một xã ven biển thuộc tỉnh Ninh Bình, Việt Nam.

## Địa lý
Trụ sở xã nằm cách phường Hoa Lư - trung tâm tỉnh lỵ Ninh Bình 44 km về phía Nam, có vị trí địa lý:
- Phía bắc giáp xã Bình Minh.
- Phía đông giáp xã Rạng Đông.
- Phía tây giáp xã Nga Sơn của tỉnh Thanh Hóa.
- Phía tây nam giáp biển Đông.

Đây là xã nằm ở cực Nam của tỉnh Ninh Bình (4 điểm cực Đông, Tây, Nam, Bắc của tỉnh Ninh Bình lần lượt nằm tại: Giao Minh, Cúc Phương, Kim Đông, Duy Tân).
Xã Kim Đông	có diện tích:	81,82	km², 	dân số:	9.409	người, mật độ dân số: 	115	người/km². 	
Đây là đơn vị có diện tích xếp thứ:	3	, số dân xếp thứ: 	128	và mật độ dân số xếp thứ: 	128	trong số 129 xã, phường ở Ninh Bình. Đây là 1 trong 14 xã tiếp giáp trực tiếp với biển của tỉnh Ninh Bình.
Xã này là nơi khởi đầu của Quốc lộ 12B và cũng là nơi có sông Đáy chảy qua. Xã Kim Đông nằm ở cửa hữu sông Đáy, có thể tới đây bằng đường bê tông hữu Đáy hoặc quốc lộ 12B (tỉnh lộ 481 cũ) đã được hoàn thành nâng cấp. Bến xe Kim Đông, cảng tổng hợp Kim Sơn, chợ đầu mối thủy sản Kim Đông đều là những công trình quan trọng đã được xây dựng tại xã này.

## Lịch sử
Ngày 7 tháng 11 năm 1997, Chính phủ ban hành Nghị định số 108/1997/NĐ-CP về việc thành lập xã Kim Đông trên cơ sở 520 ha diện tích tự nhiên thuộc vùng bãi bồi Cồn Thoi và 2.056 nhân khẩu cư trú trên địa bàn.
Xã Kim Đông khi chưa sáp nhập có diện tích 6,53 km², dân số năm 2022 là 4.892 người, mật độ dân số đạt 749 người/km².
Theo Nghị quyết số 1674/NQ-UBTVQH15 ngày 16/6/2025 về sắp xếp các đơn vị hành chính cấp xã của tỉnh Ninh Bình năm 2025, Theo đó, sắp xếp toàn bộ diện tích tự nhiên, quy mô dân số của xã Kim Trung, xã Kim Đông và khu vực bãi bồi ven biển (do huyện Kim Sơn quản lý) thành xã mới có tên gọi là xã Kim Đông.	

## Kinh tế
Kinh tế xã Kim Đông chủ yếu là khai thác thủy hải sản và nông nghiệp với các nghề chính là nuôi tôm, cua, ngao, trồng cói và lúa. Hàng năm phù sa bồi đắp mở rộng thêm ra biển hơn 100m đất.
Hiện Ninh Bình đã thành lập khu kinh tế ven biển tại vùng biển bãi ngang - cồn nổi của xã Kim Đông.
Kim Đông được UNESCO đưa vào vùng bảo vệ đặc biệt của khu dự trữ sinh quyển châu thổ sông Hồng. Đây là một khu dự trữ sinh quyển thế giới ở Việt Nam. Tính nổi bật toàn cầu ở đây được thể hiện ở cảnh quan sinh thái vùng đất mở với những thay đổi địa chất diễn ra mau lẹ, đa dạng sinh học với các loài chim nước trú ngụ trong rừng phòng hộ ven biển. Cảnh quan sinh thái vùng ven biển Ninh Bình còn hoang sơ, thích hợp với việc khai thác du lịch đồng quê, nghỉ dưỡng và tắm biển. Tại xã Kim Đông đã có nhà nghỉ sóng biển nằm ở chân đê Bình Minh 2, điểm cuối của đường tỉnh lộ 481. Đây là nơi dừng chân qua đêm của du khách tham gia du lịch đồng quê tại vùng biển Kim Sơn.
Trên địa bàn xã Kim Đông có Đồn Biên phòng Kim Sơn là đơn vị bộ đội có nhiệm vụ bảo vệ khu vực bãi bồi cửa sông Đáy và vùng biển Ninh Bình. Vùng bãi ngang Kim Sơn trước đây có 7 xã với những giá trị đa dạng sinh học và kiến tạo địa chất nổi bật toàn cầu đã được UNESCO công nhận là khu dự trữ sinh quyển thế giới châu thổ sông Hồng.

### Chợ Kim Đông
3 chợ đầu mối nông sản cấp quốc gia sẽ được đầu tư xây mới ở Ninh Bình theo quy hoạch mạng lưới chợ là chợ hải sản Kim Đông, chợ đầu mối rau quả ở Trung Sơn và chợ đầu mối nông sản thị trấn Nho Quan. Chợ đầu mối thủy hải sản Kim Đông đã được xây dựng xong và đưa vào phục vụ việc bán buôn, cung cấp, chung chuyển hàng hóa thủy hải sản cho khu kinh tế Kim Sơn ven biển Ninh Bình. Chợ Kim Đông cũ tuy không lớn như chợ Cồn Thoi nhưng vẫn sẽ là chợ phục vụ nhu cầu sinh hoạt đời thường cho người dân khu vực 3 xã bãi ngang và thị trấn Bình Minh.

## Giao thông
Phần lớn đường biên xã Kim Đông được bao bọc bởi các tuyến đê Bình Minh 1 và đê Bình Minh 2 đã được bê tông kiên cố hóa. Xã Kim Đông có đường tỉnh lộ 481 xuyên dọc xã và đường đê hữu Đáy nối tới thị trấn Bình Minh và thị trấn Phát Diệm.
Bến xe Kim Đông nằm ở gần chợ đầu mối thủy sản Kim Đông và trụ sở ủy ban xã. Hiện tại bến xe khách Kim Đông đã có các tuyến đi huyện Kim Sơn, thành phố Hoa Lư, thành phố Hà Nội,...
Cảng biển Kim Sơn được xây dựng ở bờ hữu cửa Đáy, dài khoảng 5km, vừa là cảng thủy sản vừa là khu neo đậu cho tàu tránh bão.

## Du lịch
Kim Đông có khu du lịch biển Bãi ngang - Cồn Nổi là điểm đến thu hút khách du lịch nghỉ dưỡng và tắm biển.